# 蕭氏節孝坊
蕭氏節孝坊，位於臺南市中西區，是臺南市僅存的四大石坊之一，也是唯一僅存的節孝牌坊，現為台南市市定古蹟。

## 歷史
蕭氏節孝坊位於昔日臺灣府城西定坊海防同知衙門（二府口）前，是清嘉慶五年（1800年）時，清廷為了表彰貢生沈清澤的寡母蕭良娘節孝了四十年所建的石坊。蕭良娘是監生沈耀汝的妻子，他們在蕭良娘二十一歲時成親，然而六年之後，沈耀汝便去世，留下了兩個兒子，而幼子還是遺腹子。蕭氏後來獨自將兩名兒子拉拔長大，並且勤於侍奉公婆，因此後來於嘉慶三年時受朝廷旌表，於五年立坊。
牌坊因2016年高雄美濃地震造成部分受損，在修復計畫中，順便將已佚失的構件仿舊復原，工程於2019年2月修復完工。

## 建築特色

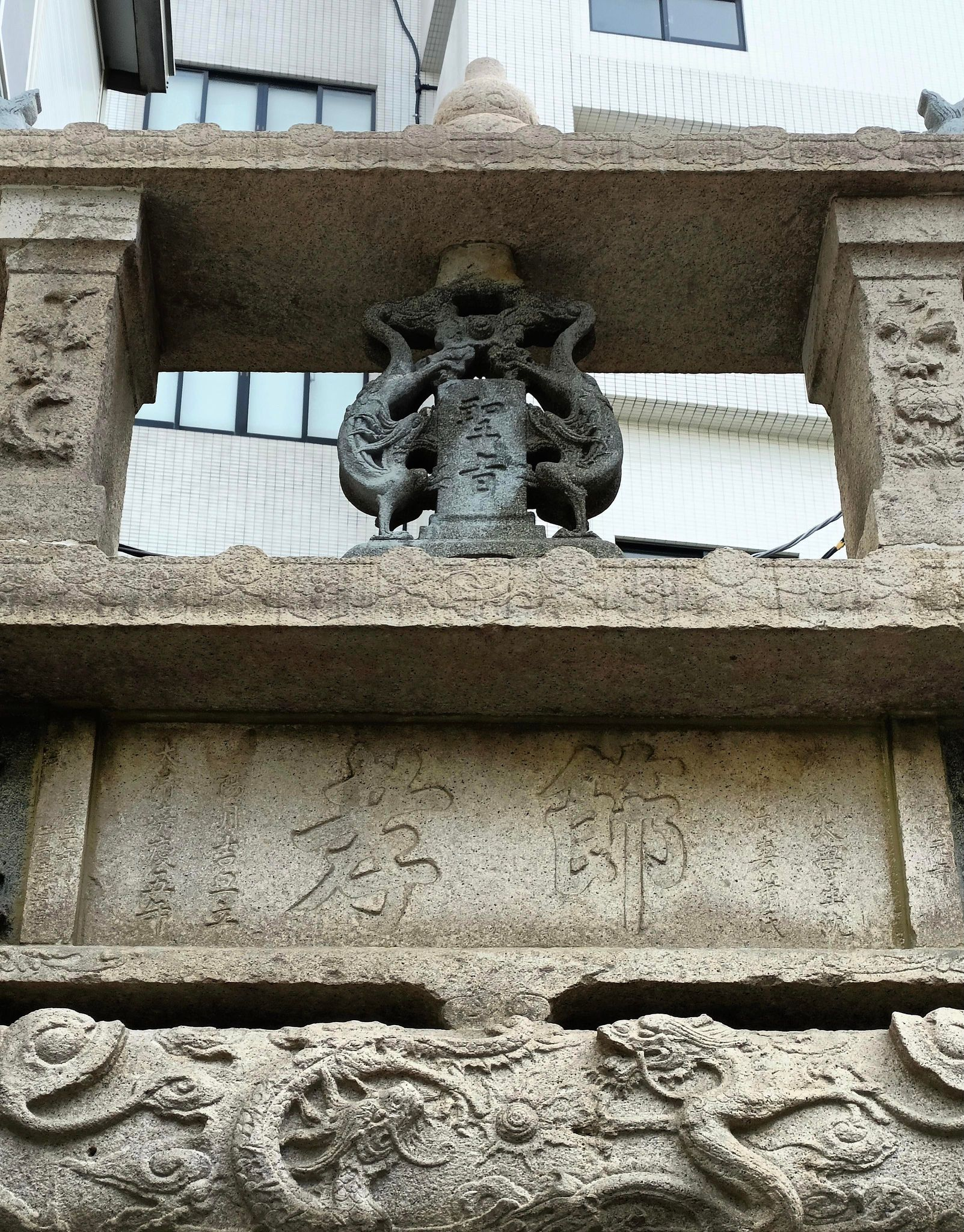
聖旨牌

該石坊為全臺灣僅有的一座雙柱二架的單間形式小型牌坊，其高5.32公尺，寬2.66公尺，兩頂之間安放「聖旨」牌，頂簷上還有葫蘆裝飾。
其北面對聯「夢熊三月守冰清畫荻垂後昆之裕，啣鳳九天榮壺秀樹坊顯夫子之名」為前知臺灣縣事署臺灣府兼南路理番廳周祚熙所題，而南面對聯「敬事姑嫜全婦道，堅持冰蘖樹坤型」則為府城仕紳共題。

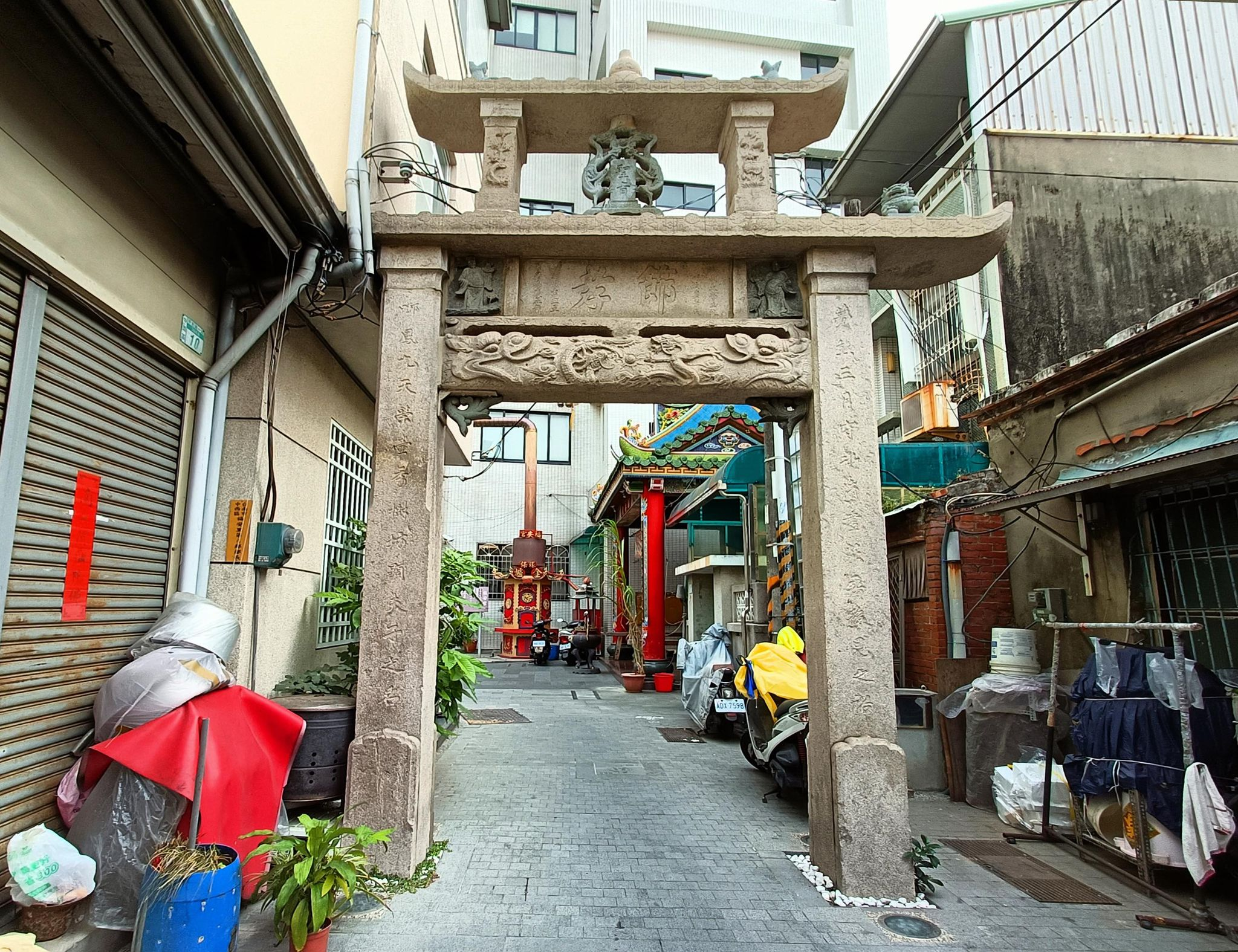
蕭氏節孝坊的北面

## 其他貞節及節孝牌坊
昔日在臺灣府城共設有七座貞節牌坊，但現在僅存者只有蕭氏節孝坊。而其他已拆毀者為：
- 鄭氏貞節坊：是明鄭時為表揚鄭宜娘投繯殉夫謝燦之事而設於鎮北坊。
- 黃氏貞節坊：為康熙六十一年（1722年）時旌表立坊於十字街。是為表揚黃器娘為其生病的未婚夫陳越琪祈禱並在其未婚夫仍不幸病逝後自縊殉死之事。
- 蔡氏貞節坊：為乾隆十年（1745年）時旌表立坊於大南門內。是為表揚蔡偕娘悉心照顧其生病中的丈夫張金生並在處理完丈夫病逝的後事後自縊殉夫之事。
- 呂氏貞節坊：為乾隆十三年（1748年）時奉旨旌表立坊於東安坊。是為表揚呂昭之女呂諧娘因未嫁而受人調戲而自盡之事。
- 劉氏節孝坊：為乾隆十四年（1749年）時奉旨旌表立坊於上橫街。是為表揚劉尾娘在其夫侯孟富去世後獨力育子的事蹟而設，其子侯瑞珍與女兒侯罔娘（嫁林妙為妻）長大後亦以孝、節著稱，而劉氏並得以享受五代同堂、含飴弄孫之樂。
- 黃氏節孝坊：為乾隆十五年（1750年）時奉旨旌表立坊於大南門外。是為表揚乾隆十一年（1746年）時黃氏因其夫庠生李時燦去世後獨立扶持幼子並侍奉小姑的事蹟，當時由於家裡相當貧窮，黃氏還得去海邊撿蜃蛤來維持家計。

## 外部連結
- 蕭氏節孝坊——文化部文化資產局 （页面存档备份，存于）